# Novo Movimento Comunista
O Novo Movimento Comunista (New Communist Movement ou NCM em inglês) foi um movimento político marxista-leninista estadunidense dos anos 1970 e 1980. O termo se refere a uma tendência específica na Nova Esquerda dos EUA a qual buscava inspiração na experiência da Revolução Russa de 1917, na Revolução Chinesa e na Revolução Cubana, mas desejava fazer isto independentemente dos partidos comunistas então existentes nos Estados Unidos.

## Origens
Na década de 1960, ativistas estudantis se congregaram na Students for a Democratic Society. O SDS chegou a ter mais de 100.000 membros antes de se dividir em 1969. Uma dessas divisões, o Revolutionary Youth Movement II, fragmentou-se rapidamente num grande número de pequenos partidos maoístas. Tais grupos, cole(c)tivamente, tornaram-se conhecidos como o Novo Movimento Comunista.

### Artigos
- Bush, Rod. When the Revolution Came. Radical History Review. Número 90, Outono de 2004, pp. 102-111

### Livros
- Avakian, Bob. From Ike to Mao and Beyond: My Journey from Mainstream America to Revolutionary Communist, A Memoir. 449 pg. Insight Press (2005). ISBN 0-9760236-2-8
- Committee on Internal Security. America's Maoists: The Revolutionary Union; The Venceremos Organization. 202 pg. Washington: U.S. Government Printing Office, 1972. Trade Paperback. Fotos & documentos em fac-símile.
- Elbaum, Max. Revolution in the Air: Sixties Radicals turn to Lenin, Mao and Che. 320 pg. Verso (Junho, 2002). ISBN 1-85984-617-3.
- Georgakas Dan and Marvin Surkin. Detroit, I Do Mind Dying: A Study in Urban Revolution. 254 pg. South End Press. Edição revisada (1 de agosto de 1998). ISBN 0-89608-571-6.
- Haywood, Harry. Black Bolshevik: Autobiography of an Afro-American Communist. Liberator Press, Chicago: 1978. 700 pg. ISBN 0-930720-53-9
- Mitchell, Roxanne and Frank Weiss. Two, Three, Many Parties of a New Type? Against the Ultra-Left Line. United Labor Press (1977).

### Publicações
- Communist Party (Marxist-Leninist).  Class struggle, journal of Communist thought. Primavera de 1975 (no. 1) ao Inverno de 1979, no. 11. Communist Party (M-L), Chicago. 1971-79
- Goldfield, Michael and Melvin Rothenberg. The myth of capitalism reborn: a Marxist critique of theories of capitalist restoration in the USSR. 118p. "Soviet Union Study Project", distribuído por "Line of March Publications", San Francisco. 1980.
- Kilpatrick, Admiral. A Veteran Communist Speaks... On the Struggle Against Revisionism  41p. Communist League. Chicago.  1974.
- National Network Of Marxist-Leninist Clubs. (Irwin Silber). Rectification Vs. Fusion: The Struggle Over Party Building Line. 55p. National Network of Marxist-Leninist Clubs. San Francisco.  1979.
- October League (Marxist-Leninist). Statement of political unity of the Georgia Communist League (M-L) and the October League (M-L). 20p. Declaração de unidade. Los Angeles, 1973.
- Proletarian Unity League.  On the October League's call for a new communist party. A response. United Labor Press. Nova York, 1976.
- Sojourner Truth Organization. The New Face of Fascism and the Klan. Número especial de Urgent Tasks. No. 14. Outono/Invernp de 1982. Chicago. STO, 1982. Contém três discursos da "National Anti-Klan Network Conference", Atlanta, 19 de junho de 1982. Também: Lance Hill’s "Huey Long: Bayou Fascist?"; intercâmbio entre anti-semitismo e e ideologia nazista, entre Lenny Zeskind e Noel Ignatin.

### Arquivos
- «Inventory of the Black Panther Party. Harlem Branch Collection, 1970, n.d.» (em inglês). : Collection # Sc MG 80. *(em inglês)-Schomburg Center for Research in Black Culture na New York Public Library.
- «New Mass Party Movements, 1970‑1976». parte de Detroit Revolutionary Movements Collection na Walter P. Reuther Library of Labor and Urban Affairs da Wayne State University. (em inglês)
- (em inglês)-Revolutionary Communist Party Collection: Tamiment 090. Tamiment Library & Robert F. Wagner Labor Archives na New York University.

### Artigos
- «An interview with Max Elbaum» (em inglês). por Chris Crass. Onward: Magazine of Anarchist News, Opinion, Theory and Strategy of Today. Outono de 2002
- «American Leninism in the 1970s.». por Jim O’Brien. Radical America 11–12:27–64, 1977. (em inglês)
  - (em inglês)-versão PDF

### Organizações
- «Freedom Road Socialist Organization (www.freedomroad.org)» (em inglês)
  - FRSO's NCM (Cronologia e artigos)
- «Freedom Road Socialist Organization (www.frso.org)» (em inglês)
- «League of Revolutionaries for a New America». (em inglês)
- «Revolutionary Communist Party» (em inglês). — ligação para o jornal Revolution. Não possuem site oficial.

### Outros
- «Revolution in the Air» (em inglês)